# Страсти жидовы
«Страсти жидовы» (англ. The Passion of the Jew, другой перевод — «Страсти еврея») — 3 эпизод 8 сезона (№ 114) сериала «Южный Парк», премьера которого состоялась 31 марта 2004 года. Эпизод посвящён фильму «Страсти Христовы» и резонансу вокруг его антисемитского подтекста.

## Сюжет
Друзья играют в космонавтов в новом минивэне матери Картмана. После «посадки» на планету, «капитан», — Картман,— решает, что трое из них «выйдут на разведку», а Кайл, поскольку является евреем, останется в корабле. Кайл возражает, заявляя, что он — вулканец, ему надоело оставаться в корабле и он выйдет вместе со всеми. За это Картман сразу после выхода «команды» из «корабля» придумывает атаку монстра, который «убивает» Кайла. Ребята ссорятся, после чего Картман говорит, что в фильме «Страсти Христовы» показано, что евреи — злодеи; Картман смотрел фильм 34 раза и отлично видел, что евреи не спасли Иисуса Христа, хотя имели множество возможностей это сделать. Кайл спорит с Картманом и затем наконец решает посмотреть этот фильм сам.
Кайл с трудом выдерживает просмотр фильма о мучениях Христа, всё время находясь в состоянии потрясения и ужаса. Выходя из кинотеатра, он не может понять, «как евреи могли так поступить с Христом». Он идёт к дому Картмана и понуро говорит, что тот был полностью прав. Картман просит повторить и изо всех сил наслаждается этими словами, затем идёт наверх к себе в комнату и благодарно молится постеру с изображением Мела Гибсона из фильма «Храброе сердце». Мальчик обещает, что организует массовое движение и сделает всё возможное, чтобы фильм «Страсти Христовы» посмотрело как можно больше людей.
Стэн и Кенни тоже идут на просмотр фильма, но заключают, что данный фильм — «отстой» и решают потребовать возврата 18 долларов, потраченных ими на билеты. Билетёр направляет их к Мелу Гибсону, и ребята едут в Малибу на автобусе, хотя на проезд они тратят гораздо больше, чем потратили на билеты. Вопрос возврата денег за плохой, по их мнению, фильм они считают принципиальным.
Тем временем, Картман организует клуб фанатов «Страстей» на заднем дворе своего дома и надевает нацистскую форму. Фанаты фильма с умилением слушают мальчика, которого они считают истинным христианином, но который на самом деле желает повторить Холокост. Картман предлагает каждому повести одного человека посмотреть «Страсти Христовы», чтобы они смогли набрать достаточно людей для «очищения», но взрослые воспринимают его нацистские намёки как призывы к распространению христианской религии.
Стэн и Кенни добираются до дома Мэла Гибсона и требуют возврата денег. К их удивлению, Гибсон оказывается сумасшедшим. Он отказывается возвращать деньги и просит, чтобы его пытали. Ребята крадут деньги из его кошелька и сбегают, но режиссёр бежит за ними по пятам подобно селезню Даффи Даку в мультфильме «Yankee Doodle Daffy» (один из эпизодов сериала «Looney Tunes») с лицом, разрисованным в стиле его героя из «Храброго сердца» Уильяма Уоллеса.
Набрав достаточное число фанатов фильма, Картман убеждает их выступить маршем по направлению к кинотеатру, громко выкрикивая нацистские лозунги на немецком языке, которые взрослые считают арамейскими и подхватывают. Тем временем, Кайл идёт в синагогу и предлагает прихожанам-иудеям официально принести извинения за смерть Христа. Родители Кайла и остальные евреи вне себя от одной мысли об извинении и считают, что «Страсти Христовы» отрицательно влияют на людей, стереотипизируя евреев. Раввин Шварц считает, что дело не так уж плохо, ведь «…мы живём в разумном обществе, в котором люди понимают, что это всего лишь фильм». Сразу же после этого они видят на улице Картмана и шествие марширующих христиан, выкрикивающих нацистские лозунги, не понимая их смысла.
Тем временем, возвращаясь на автобусе из Малибу, Стэн и Кенни замечают, что Гибсон преследует их на грузовике, при этом своеобразно копируя сцену из фильма «Безумный Макс 2: Воин дороги», и выкрикивает клингонский клич «Капла!». Прихожане синагоги направляются к кинотеатру, требуя, чтобы фильм сняли с проката, но им навстречу идёт Картман со своей толпой. Их спор прерывает прибытие автобуса со Стэном и Кенни, за которыми гонится Гибсон. Грузовик, ведомый актёром, врезается в кинотеатр и взрывается, разрушая здание. Картман, увидев своего кумира, бросается к его ногам и предлагает свои услуги, но тот невменяем. Видя поведение Гибсона, Кайл делает для себя вывод и говорит, что ему не следовало чувствовать вину «из-за работы этого психопата». Стэн произносит речь о том, что христианам следует прислушиваться к учениям Христа, а не к подробностям о его смерти, ведь в те времена сотни людей были распяты. В конце серии Гибсон испражняется на лицо Картмана и радостно убегает восвояси.

## Отзывы
Вирджиния Хеффернан из The New York Times в своей рецензии на эпизод написала: «Эпизод The Passion of the Jew, словно отвечая на вопросы, доказывает, что шоу все ещё держит марку, возможно, создатели сделали лучшее, чем когда-либо. В любом случае, это было сделано очень хорошо». Эпизод получил также высокую оценку со стороны Антидиффамационной лиги и еврейской газеты Forward, которая назвала его «пожалуй самым лучшим ответом на „Страсти“ на сегодняшний день». Эрик Профансик из DVD Verdict написал разгромную рецензию на эпизод и пожалел деньги, что потратил на DVD. Далтон Росс из Entertainment Weekly в своей рецензии подчеркнул, что серия безжалостно высмеивает Страсти Христовы, но в то же время в ней есть мораль, что следовать нужно учению Христа, а не зацикливаться на том, как его убили. Колин Джейкобсон из DVD Movie Guide в своей рецензии похвалил серию за пародию на «Страсти Христовы», но сам эпизод назвал тусклым и без искры. Грегори Дорр из The DVD Journal также негативно оценил серию. А Денис Ландманн из MovieFreak эпизод оценил положительно и рекомендовал к просмотру.

## Релиз на DVD
Кроме выпущенного полного восьмого сезона «Южного Парка» на DVD, The Passion of the Jew также доступен как отдельный релиз на DVD (который был выпущен на DVD в тот же день, что и Страсти Христовы) вместе с двумя бонусными эпизодами: Пылкая католическая любовь и Тяжёлый христианский рок.

## Интересные факты
- Фразы, которые Картман произносит на демонстрации и на собранном им марше, — «нем. Wir müssen die Juden ausrotten» (рус. Мы должны искоренить евреев) и «нем. Es ist Zeit für Reich» (рус. Пришло время для Рейха)[8]. Эти фразы были взяты из речи Гитлера. Впрочем, делает это он не совсем правильно; так, слово «Juden» Картман произносит на английский манер: [dʒuːdn̩], тогда как правильное произношение: [juːdn̩].
- Стэн упоминает, что раньше они с Кенни вернули деньги за просмотр «БЕЙСкетбола». Это фильм 1997 года, в главных ролях в котором снялись создатели «South Park» Паркер и Стоун.
- Эта серия не переводилась каналом MTV-Россия, так как, по всей видимости, им показалось, что она имеет слишком сильный негативный этнический и религиозный подтекст.
- В июле 2010 года Comedy Central повторно показал эпизод после того, как Мел Гибсон угрожал своей жене по телефону.
- В синагоге Кайл носит ермолку поверх ушанки. На самом деле ермолка должна надеваться непосредственно на голову и быть под головным убором.
- Красная повязка надета на правую руку Картмана, в то время как приверженцы национал-социализма носят её на левой.